# Reńska Wieś (gmina)
Reńska Wieś est une gmina rurale du powiat de Kędzierzyn-Koźle, Opole, dans le sud-ouest de la Pologne. Son siège est le village de Reńska Wieś, qui se situe environ 7 km au sud-ouest de Kędzierzyn-Koźle et 42 km au sud de la capitale régionale Opole.
La gmina couvre une superficie de 97,91 km2 pour une population de 8 663 habitants.

## Géographie
La gmina inclut les villages de Reńska Wieś, Bytków, Dębowa, Długomiłowice, Gierałtowice, Kamionka, Komorno, Łężce, Mechnica, Naczysławki, Poborszów, Pociękarb, Pokrzywnica, Radziejów et Większyce
La gmina borde les gminy de Głogówek, Walce et Zdzieszowice.